# Compagnie du chemin de fer de Dendre-et-Waes et de Bruxelles vers Gand par Alost
La Compagnie du chemin de fer de Dendre-et-Waes et de Bruxelles vers Gand par Alost est une société anonyme, à capitaux belges, créée en 1855 pour reprendre la concession du chemin de fer direct de Bruxelles vers Gand par Alost et de Dendre-et-Waes, d'Ath à Lokeren. Elle fit construire ses lignes et stations par la Société générale de Belgique et confia l'exploitation à l'administration des chemins de fer de l’État belge.
Les lignes sont rachetées par l'État en 1876.

## Histoire

### Chemin de fer et canal de la vallée de la Dendre
Comme plusieurs des premières lignes de chemin de fer belges, le chemin de fer Dendre-et-Waes, tire son origine dans un projet de canal reliant Jemappes à Alost, concédé en 1842. Le concessionnaire du canal, n'ayant pu amasser les fonds nécessaires, passa un accord avec une société anglaise pour que cette dernière construise le canal ainsi qu'un chemin de fer parallèle doté d'un embranchement vers Gand. L'arrêté royal du 21 juin 1845 concède le canal et le chemin de fer aux sieurs d'Harcourt, Hoorickx et Carolus. Les investisseurs anglais fondèrent la Société anonyme du chemin de fer et du canal de la vallée de la Dendre qui se vit attribuer la concession du chemin de fer et du canal (A.R. du 26 juillet 1846) à condition de réaliser un second embranchement du chemin de fer en direction de Bruxelles ce qui permettrait de relier Bruxelles à Gand sans passer par Malines. Le cautionnement pour la concession était de 2 millions de francs (un pour le canal et un pour le chemin de fer).

#### La crise de 1848
Cette société à capitaux anglais, créée lors dans un contexte de bulle spéculative (Railway mania) ne tarda pas à manquer de liquidités lorsque les actionnaires refusèrent de souscrire aux appels de fonds lors de la crise de 1848. Avec l'accord du gouvernement belge, la S.A de la vallée de la Dendre passa un accord avec celle des Chemins de fer de Tournai à Jurbise et de Landen à Hasselt : apportant à cette dernière les deux millions de francs de cautionnement qu'elle avait versé à l’État, elle réclamait en échange que cette société, qui avait mieux traversé la crise et déjà terminé son chemin de fer, ne construise le chemin de fer de la vallée de la Dendre ou dans le cas échéant restitue ce cautionnement à l’État. Au grand dam des administrateurs, la société du Tournai-Jurbise fit jouer cette seconde clause.

### La Compagnie du chemin de fer de Dendre-et-Waes et de Bruxelles vers Gand par Alost
Au début des années 1850, la S.A de la vallée de la Dendre, menacée d'être déchue de sa concession si elle n'effectuait pas les travaux, passa un accord avec une autre société, cédant à cette dernière sa concession ferroviaire. Les administrateurs de cette nouvelle compagnie négocièrent avec l’État la reprise de la concession ferroviaire, dotée d'un embranchement vers Lokeren, et l'abandon du canal. L'A.R. du 1er mai 1852 accepta les termes de cette convention.
Les statuts de la société anonyme du chemin de fer de Dendre-et-Waes et de Bruxelles vers Gand par Alost sont approuvés par l'arrêté royal du 13 mai 1852, publié dans le moniteur du 14 mai 1852. Ces statuts ont été déposés chez Maître Guillaume-Henri Annez notaire à Bruxelles en présence des témoins : comte Ferdinand de Meeûs (gouverneur de la Société générale), Jean-Jacques-Hyacinthe Doffignies (secrétaire de la Société générale), Jean-André de Mot et Jean-Baptiste Gendebien concessionnaires du chemin de fer suivant la loi du 20 décembre 1851 et signataires le 28 juin 1851, avec le ministre des travaux publics, d'une convention provisoire concernant la construction et l'exploitation.

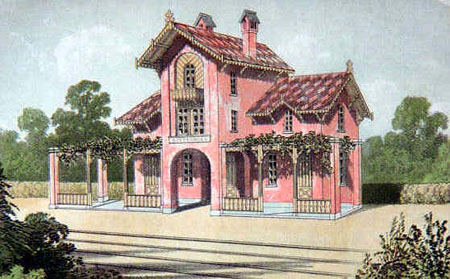
Bâtiment de la gare de Zandbergen, dessin de l’architecte Jean-Pierre Cluysenaar.

L'objet de la société est de « faire valoir à son profit pendant quatre-vingt-dix ans, à partir de la construction complète du chemin de fer qui sera exécuté pour elle, à forfait, les avantages et bénéfices attachés à la concession résultant de la convention du 1er mai 1852, annexée à l'arrêté royal du même jour. En conséquence, elle recevra du gouvernement les trois quarts (75 %) des recettes brutes qui seront perçues par l'État, du chef des transports de toute nature ayant, soit pour lieu de départ, soit pour lieu de destination, l'une des stations ou haltes situées sur le chemin de fer de Dendre-et-Waes, depuis celle d'Ath exclusivement jusques et y compris celle de Lokeren », suit quelques réserves.

#### Mise en service de la ligne
La construction de ce chemin de fer put enfin reprendre et le réseau fut mis en service par étapes :
- La ligne d'Alost à Termonde est livrée à l’État belge le 9 juin 1853 ;
- Celle de Grammont à Ath est mise en service le 9 avril 1855 ;
- Le 1er décembre 1855, c'est au tour de la section entre Grammont, Denderleeuw et Alost[4] ;
- La ligne de Termonde à Lokeren est achevée le 13 février 1856[1] ;
- Les dernières sections manquantes, de Bruxelles-Nord à Denderleeuw et d'Alost à Schellebelle furent inaugurées le 1er mai 1856.

Le célèbre architecte Jean-Pierre Cluysenaar avait réalisé les plans de toutes les gares de la ligne (sauf celle d'Ath construite par le Tournai-Jurbise).
À la fin de l'exercice de l'année 1867, la compagnie a, en exploitation par l'État, 106,667 km de voies qui desservent les stations : à partir de Ath : Rebaix, Papignies, Lessines, Acren, Grammont, Schendelbeke, Ideghem, Zantbergen, Ninove, Denderleeuw, Erembodeghem, Alost, Audeghem, Termonde, Zele, Lokeren ; à partir de Bruxelles : Laeken, Jette, Berchem-Sainte-Agathe, Dlbeek, Bodeghem-Saint-Martin, Ternat et Denderleeuw ; à partir d'Alost : Lede et Schellebelle. Il est remarqué que sa convention d'exploitation avec l'État est la seule à l'être sur la base des trois quarts des recettes brutes perçues.

#### Fin de la compagnie
L'État belge rachète la concession et les lignes le 1er mai 1876,.